# They All Came Down to Montreux
They All Came Down to Montreux е първият лайф албум на британската хардрок група Deep Purple, записан с участието на Дон Еъри на клавишните. Албумът е записан в Монтрьо през 2006 г., по време на турнето за албума Rapture of the Deep.